# Посольство Польши в Египте
Посольство Республики Польша в Египте (пол. Ambasada Rzeczypospolitej Polskiej w Arabskiej Republice Egiptu; араб. سفارة بولندا بالقاهرة‎) — польское дипломатическое представительство, расположенное в Каире, Египет.
В консульский округ Посольства входят Египет, Судан, Эритрея.
Должность Чрезвычайного и Полномочного Посла с 2018 по 2023 гг. занимал Михал Лабенда — кадровый дипломат, выпускник Казахского национального университета имени аль-Фараби, доктор гуманитарных наук.

## История
Дипломатические отношения между Польшей и Египтом были установлены в 1927 году. Посольство Польши в Каире было открыто в 1928 году. Первым послом Польши в Египте был Юлиуш Дзедушицкий (1928—1932 годы).